# Ivo Baldasar
Ivo Baldasar (Split, 5. kolovoza 1958.), hrvatski pravnik, političar i gradonačelnik Splita od 7. lipnja 2013. do 28. ožujka 2017. Diplomirani je pravnik. Bio je pomoćnik direktora regije u Kompasu (1982. – 1987.) i šef poslovnice Split od 1988., direktor regije za srednji Jadran u Atlasu 2002., direktor pomorskog transporta u Sunčanom Hvaru (od 2006.), da bi od 2012. bio zaposlen kao ravnatelj Agencije za obalni linijski pomorski promet.

## Politička karijera
Političku karijeru započeo je 1998. godine u SDP-u. Godine 2009. postao je gradski vijećnik a 2012. kandidat na izborima za gradonačelnika na kojima je pobjedio. Zalaže se za zaštitu park-šume Marjan, gradske jezgre, izgradnju nove turističke palače na rivi, preuređenje istočne obale, ali i prenamjenu Starog placa.Ivo Baldasar: Kongresni centar bit će atrakcija istočne obale

### Gradonačelnik Splita
Svoju funkciju gradonačelnika Splita obnašao je od 7. lipnja 2013., kada je u drugome krugu Lokalnih izbora pobjedio Vjekoslava Ivaniševića, do 28. ožujka 2017. kada ga zamjenjuje Branka Ramljak u razdoblju prije izbora. Nakon Branke Ramljak, gradonačelnikom je postao HDZ-ov Andro Krstulović Opara, 14. lipnja 2017.

## Privatni život
Ivo Baldasar je oženjen i ima dvoje djece. Supruga Snježana zaposlena je kao stručna suradnica na Filozofskom fakultetu u Splitu.

## Kontroverze i afere
U kampanji je Baldasar napadnut kako je za vrijeme Domovinskog rata otišao u Italiju. Za vrijeme mandata optuživan je za nepotizam i zapošljavanje stranačkih kadrova u upravi Grada. Mandat je također obilježila i afera oko Turističke palače, vrijedne nekretnine na splitskoj Rivi

## Vanjske poveznice
- Liderpress - Poslovna scena  Arhivirana inačica izvorne stranice od 17. lipnja 2013. (Wayback Machine) (hrv.)
- Ivo Baldasar: Kongresni centar bit će atrakcija istočne obale (hrv.)